# Kumbh Mela
Kumbh Mela hoặc Kumbha Mela (/ˌkʊmb ˈmeɪlə/) là một sự kiện hành hương chính và lễ hội lớn trong Ấn Độ giáo. Nó được tổ chức theo chu kỳ 3 năm 1 lần tại bốn địa điểm hành hương dọc bờ sông: ngã ba sông Prayagraj (sông Sarasvati tách từ sông Hằng-Yamuna còn được gọi là Triveni Sangam), Haridwar (Ganges), Nashik (Godavari) và Ujjain (Ship). Lễ hội được đánh dấu bằng một nghi thức ngâm mình trong nước, nhưng nó cũng là một lễ kỷ niệm thương mại cộng đồng với nhiều hội chợ, giáo dục, diễn thuyết tôn giáo của các vị thánh, cúng dường ăn uống hàng loạt cho các nhà sư hoặc người nghèo, và cảnh tượng giải trí. Những người tìm kiếm tin rằng tắm ở những con sông này là một phương tiện để prāyaścitta (chuộc tội, đền tội) cho những sai lầm trong quá khứ, và nó sẽ gột rửa tội lỗi của họ.
Lễ hội này theo truyền thống được ghi nhận công lao của nhà triết học Ấn Độ giáo thế kỷ thứ 8 Adi Shankara, như một phần trong nỗ lực của ông để bắt đầu các cuộc tụ họp lớn của Ấn Độ giáo cho các cuộc thảo luận và tranh luận triết học cùng với các tu viện Ấn Độ giáo trên khắp tiểu lục địa Ấn Độ. Tuy nhiên, không có bằng chứng văn học lịch sử nào về những cuộc hành hương hàng loạt này được gọi là "Kumbha Mela" trước thế kỷ 19. Có nhiều bằng chứng trong các bản thảo lịch sử và chữ khắc một Magha Mela hàng năm trong Ấn Độ giáo - với các cuộc tụ họp lớn hơn định kỳ sau 6 hoặc 12 năm - nơi những người hành hương tụ tập với số lượng lớn và trong đó một trong các nghi lễ bao gồm việc ngâm mình trong một dòng sông hoặc bể thánh. Theo Kama MacLean, sự phát triển chính trị - xã hội trong thời kỳ thuộc địa và phản ứng với chủ nghĩa phương Đông đã dẫn đến việc đổi thương hiệu và hồi tưởng lại Magha Mela cổ đại như Kumbh Mela thời kỳ hiện đại, đặc biệt là sau khởi nghĩa Ấn Độ năm 1857.
Các tuần lễ hội được quan sát theo chu kỳ tại mỗi địa điểm khoảng 12 năm một lần  dựa trên lịch mặt trăng mặt trời của Ấn Độ giáo và các vị trí chiêm tinh tương đối của Sao Mộc, mặt trời và mặt trăng. Khoảng cách giữa các lễ hội Prayag và Haridwar là khoảng 6 năm và cả hai đều có một mela Kumbh (chính) và Ardha (một nửa). Những năm chính xác - đặc biệt đối với Kumbh Melas tại Ujjain và Nashik - đã là một chủ đề tranh chấp trong thế kỷ 20. Các lễ hội Nashik và Ujjain đã được tổ chức trong cùng một năm hoặc cách nhau một năm, thường khoảng 3 năm sau Haridwar Kumbh Mela. Ở những nơi khác ở nhiều vùng của Ấn Độ, các lễ hội hành hương và tắm biển tương tự nhưng nhỏ hơn được gọi là Magha Mela, Makar Mela hoặc tương đương. Ví dụ, ở Tamil Nadu, Magha Mela với nghi thức nhúng nước là một lễ hội của thời cổ đại. Lễ hội này được tổ chức tại bể Mahamaham (gần sông Kaveri) cứ sau 12 năm tại Kumbakonam, thu hút hàng triệu người Ấn Độ giáo Ấn Độ và được mô tả là người Tamil Kumbh Mela.  Những nơi khác mà hành hương và hội chợ tắm Magha-Mela hoặc Makar-Mela được gọi là Kumbh Mela bao gồm Kurukshetra, Sonipat, và Panauti (Nepal).
Kumbh Melas có ba ngày mà phần lớn người hành hương tham gia, trong khi lễ hội kéo dài từ một  đến ba tháng vào những ngày này. Mỗi lễ hội này thu hút hàng triệu người, với sự tụ họp lớn nhất tại Prayag Kumbh Mela và lớn thứ hai tại Haridwar. Theo Bách khoa toàn thư Britannica, 60 triệu người Ấn giáo đã tập hợp tham gia lễ hội Kumbh Mela vào năm 2001. Lễ hội là một trong những cuộc tụ họp hòa bình lớn nhất trên thế giới và được coi là "hội những người hành hương tôn giáo lớn nhất thế giới". Nó đã được ghi vào Danh sách đại diện di sản văn hóa phi vật thể của nhân loại của UNESCO. Lễ hội diễn ra trong nhiều ngày, với ngày Amavasya thu hút số lượng lớn nhất trong một ngày. Ước tính khoảng 30 triệu người đã tham dự Prayag Kumbh Mela vào ngày 10 tháng 2 năm 2013.

### Sách tham khảo
- Kane, P. V. (1953). History of Dharmaśāstra: Ancient and Medieval Religious and Civil Law in India. 4.
- Maclean, Kama (ngày 28 tháng 8 năm 2008). Pilgrimage and Power: The Kumbh Mela in Allahabad, 1765-1954. OUP USA. ISBN 978-0-19-533894-2.
- Krishnaswamy, C.S.; Ghosh, Amalananda (tháng 10 năm 1935). “A Note on the Allahabad Pillar of Aśoka”. The Journal of the Royal Asiatic Society of Great Britain and Ireland. 4 (4): 697–706. JSTOR 25201233.
- Pingree, David (1973). “The Mesopotamian Origin of Early Indian Mathematical Astronomy”. Journal for the History of Astronomy. SAGE. 4 (1): 1–12. Bibcode:1973JHA.....4....1P. doi:10.1177/002182867300400102.
- Pingree, David (1981). Jyotihśāstra: Astral and Mathematical Literature. Otto Harrassowitz. ISBN 978-3447021654.
- Yukio Ohashi (1999).  Johannes Andersen (biên tập). Highlights of Astronomy, Volume 11B. Springer Science. ISBN 978-0-7923-5556-4.
- Harvard University, South Asia Institute (2015) Kumbh Mela: Mapping the Ephemeral Megacity New Delhi: Niyogi Books. ISBN 9789385285073
- Kumbh Mela and The Sadhus,(English, Paperback, Badri Narain and Kedar Narain) Pilgrims Publishings, India, ISBN 9788177698053, 8177698052
- KUMBH: Sarvjan - Sahbhagita ka Vishalatam Amritparva with 1 Disc (Hindi, Paperback, Ramanand)Pilgrims Publishings, India,ISBN 9788177696714, 8177696718